# Ливийцы
Ливи́йцы — народ в Ливии.
Этнонимы: арабы Ливии, ливийцы, ливийские арабы.

## Область расселения. Численность
Ливия имеет низкую плотность населения в пределах её большо́й территории, с популяционной плотностью приблизительно 2 человека на квадратный километр, в двух северных областях Триполитании и Киренаики менее чем один человек на квадратный километр. Перенаселены такие города, как Триполи, Бенгази, Мисурата, Себха, Зувара и Хомс. Число жителей там возрастает на 7 % ежегодно. Оазисы в пустыне также густо населены, потому что там имеется вода, плодородная земля и богатая растительность.
Ливийцы — арабский народ, основное население Ливии, общей численностью 4180 тыс. чел.. Другие страны расселения: Испания — 12 тыс., Германия — 8 тыс. чел. Ливия — таким образом одна из наименее плотных наций в мире. 90 % населения живут в менее чем 10 областях, главным образом по побережью. Больше чем половина населения является городской, сконцентрированной по большей степени, в двух наибольших городах, Триполи и Бенгази.

## Происхождение
Ливийцы — смесь местных берберских народов и пришлых арабских племен (VII—XI вв.) Процессы этнической консолидации усилились в борьбе за независимость в XX веке, особенно после революции 1969 года.
Жители Ливии называют себя арабами, но большинство из них являются потомками неарабского населения, которое жило там задолго до арабского завоевания. Они приняли ислам в качестве своей религии, а арабский язык сделали своим родным языком.
Большое количество ливийцев называют хулугли (Khoulougli, Сыновья Солдат), это те ливийцы, которые произошли от браков оттоманских солдат с ливийскими женщинами. Они главным образом проживают в Мисрата (200 км к востоку от Триполи), Тажоура (пригород Триполи), и Эз-Завия (приблизительно 50 км к западу от Триполи). В течение долгого времени они были освобождены от налога и имели право служить в армии. Теперь они слились с арабским населением, но их можно отличить внешне и по цвету кожи. Так же есть туареги (берберское население) и племенные группы тебу, сконцентрированные на юге, живущие кочевым или полукочевым образом жизни. Среди иностранных жителей, наибольшие группы — граждане других африканских наций, включая северных африканцев (прежде всего египтяне и тунисцы), и африканцы района Сахары. Согласно ЦРУ Factbook, ливийские берберы и арабы составляют 97 % населения Ливии; другие 3 % — греки, жители Мальты, итальянцы, египтяне, афганцы, турки, индусы, и Африканцы Района Сахары (Львова 1984: 50).
Берберы, бывшие раньше большинством, сейчас сократились до нескольких деревень в западной Триполитании. Большинство евреев ушло в Израиль, а итальянское сообщество уменьшилось до цифры в около 30 тыс. людей, проживающих в Триполитании.

## История
Именем лаву, перешедшим в евр. Lehabim, древние египтяне со времени Нового царства стали называть одно из племен, живших на западе от них и впоследствии выступившее мало-помалу на первый план между родственными коленами: Техенну, Темеху, Каикаша, Шаитеп (?), Машаваша, Исавада, Ааса, Вакана. Последние четыре имени сопоставлены Бругшем с Максиями, Асбитами, Овсеями и Маками Геродота; первые два издревле употреблялись как общее имя западных народов.
Характеристические признаки: белый цвет кожи, татуировка, своеобразные цветные плащи и пояса, страусовое перо на голове и спускавшиеся на виски косы. По всей вероятности, это были предки туземного берберского населения Северной Африки. Евреи считали их хамитами, родственными египтянам. Последние вели с ними войны ещё во времена среднего царства, но особенно сделались они опасны Египту при XIX династии. При Меренпта, в 5 год его царствования, они произвели опустошительное нашествие на Египет под начальством царя Марануи, навербовав себе войско из появившихся одновременно с этим морских разбойников. Фараону удалось отразить их, равно как и Рамзесу III, при котором были новые нашествия под начальством царей Чаутмара и Капура. Длинные надписи храма Мединет-Абу прославляют победы египтян похвальными одами и изображениями триумфов с массой пленных. Во время слабой XX династии Л. удалось, однако, постепенно завоевать Египет мирным путём колонизации и наводнения египетских канцелярий и войска. Вследствие этого процесса, тождественного с совершившимся в IV—V в. в Римской империи, дельта покрылась сетью ливийских военных поселений и княжеств, из которых сначала развилась монархия Бубастидов и так называемая додекархия, а потом — династия Псаметихов. У классиков под именем Λύβιοι разумеются туземцы-берберы, в противоположность финикиянам и грекам. К ним причислялись и нумиды с маврами.

## Религия
Преобладающим вероисповеданием у ливийцев является ислам. Придерживаются суннизма, но меньшинство придерживается ибадизма (Хариджизм), прежде всего в Джебель Нефуса и Заварах. Приблизительно 97 из 100 ливийцев — последователи ислама. Кроме подавляющего большинства мусульман суннизма, есть также очень маленькие христианские сообщества, составленные почти исключительно из иностранцев (Кобищанов 2003: 34). Есть маленькое англиканское сообщество, составленное главным образом из африканских рабочих — иммигрантов в Триполи; это — часть египетской епархии. Также в Ливии насчитывается приблизительно 40 000 католиков, которым служат два епископа, один в Триполи (служащий итальянскому сообществу) и один в Бенгази (служащий мальтийскому сообществу). Многие жители Киренаики считаются последователями дервишского братства сенуситов, религиозного движения, которое распространилось в Северной Африке в XVIII в. (Токарев 1976: 231).

## Язык
Главный язык, на котором говорят ливийцы — арабский язык, который является также официальным языком. Ливийцы говорят на ливийском диалекте арабского языка, входящем в магрибскую группу диалектов. Арабский является официальным языком страны. На языке тамазик (Берберские языки, которые не имеют официального статуса), говорят ливийские берберы. Кроме того, туареги говорят на тамахак, единственный известный северный язык тамашек. Некогда широко использовался итальянский язык, особенно среди образованной прослойки ливийского общества. В годы английской администрации (1943—1951 гг.) получил распространение английский язык, ставший особенно популярным с появлением в Ливии американских и английских нефтяных компаний. Сейчас, наряду с арабским языком, в крупнейших городах английский и итальянский также широко распространены.

## Трансформация в условиях модернизации
Многим ливийцам нравится кочевой образ жизни. Это проявляется хотя бы в том, что богатые ливийцы-горожане в выходные стремятся в пустыню даже в очень жаркое время. На раскаленном песке возникают палаточные городки наподобие бедуинских стойбищ, рядом с парусиновыми стенками стоят теперь не верблюды, как раньше, а автомобили и электрогенераторы для переносных кондиционеров.
Демонстрационный эффект города влияет на кочевников, заставляя многих отказаться от привычного образа жизни и начать новый, городской. Но многие бедуины так и не смогли привыкнуть к благам городской цивилизации и вернулись в пустыню. Развитие промышленности в Ливии, оседание кочевников, рост числа сельскохозяйственных и городских рабочих, эмиграция разрушают традиционный образ жизни ливийцев. Сокращается неграмотность.

## Миграция
Ливия имеет несколько иную историю миграционной политики. Благодаря разработке нефти и высокому ВВП на душу населения, она была целевой страной для трудовых мигрантов. Была некоторая ограниченная временная эмиграция[когда?] в Мальту и в Египет, состоящая в основном из предпринимателей и студентов (NDI, 2005:27), но с тех пор как Ливия убрала формальные ограничения на поездки, наблюдается увеличение поездок молодежи в Италию и Мальту. Тем не менее, ливийская диаспора очень мала. С другой стороны, число и доля иммигрантов в Ливии довольно высока: оценки варьируются от 1,1—1,4 миллионов (NDI, 2005) до 1,8 миллиона человек, из которых только 600 тысяч являются легальными работниками (EC, 2004:5). С общим объёмом зарегистрированного населением около 5,5 миллионов, это означает, что отношение иммигранта на население составляет порядка 25-30 %. Большинство временных работников традиционно приезжают из Египта, Туниса и Марокко, хотя более поздний безвизовый въезд для всей Африки привёл также к большому количеству африканцев с юга Сахары (NDI, 2005:29).

## Быт и традиции
Семейная жизнь важна для ливийских семей, большинство которых живут в квартирах и других независимых единицах размещения, с точными способами размещения в зависимости от их дохода и богатства.

### Традиционный тип поселения
Хотя ливийские арабы традиционно вели кочевые образы жизни в палатках, теперь они обосновались в различных городах. Из-за этого, их старый уклад жизни постепенно меняется. Небольшое количество ливийцев все ещё живёт в пустыне, поскольку их семьи жили так в течение многих столетий.

### Традиционное жилище
Традиционное жилище ливийцев представляет собой низкие глинобитные (или построенные из сырцового кирпича или камня) дома с внутренними двориками, стены которого поддерживаются деревянными столбами. Жилище одно- или двухкамерное, иногда имеет обращённую во внутренний двор террасу. Иногда помещение подразделяется на мужскую и женскую половины. Крыша — плоская, пол земляной. В крыше или стенах имеются дымоходы в виде отверстий. Эти дома до сих пор встречаются в старых частях городов. Так же широкое распространение получили предназначенные для людей и скота грунтовые жилища (сводчатое помещение на глубине до 10 м, в которое ведёт шахта, реже — несколько таких помещений на разной глубине, соединённых лестницей). Подобные землянки распространены у оседлых феллахов в окрестностях Гарьяна (Триполитания). Кочевники живут в шатрах-хайма из чёрной шерстяной ткани на деревянном каркасе. В жаркую погоду боковые стенки шатра могут быть подняты, в холодное — плотно закрыты и укреплены специальными булавками. У шейхов кочевников шатёр больше, чем у рядовых членов, ткань шатра соткана из чистой шерсти.

### Традиционные хозяйственные занятия
Большинство населения заняты в сфере промышленности, услуг и маленький процент ливийцев занимается земледелием на побережье (цитрусовые, оливки, финиковая пальма, пшеница, ячмень). На юге и в центре страны люди занимаются скотоводством (овцы, козы, верблюды, в меньшей степени — лошади). Часть занята на нефтепромыслах. Развито изготовление ковров и вышитых кожаных изделий, плетение из пальмовых листьев и изготовление медных чеканных сосудов.

### Традиционная одежда
Традиционная мужская одежда ливийцев не отличается от характерного для всех областей Северной Африки бедуинского костюма. Мужской костюм, незначительно различающийся в зависимости от региона, в целом единообразен. Он состоит из длинной белой рубахи-галабеи (желлябия), таких же длинных и белых шаровар и безрукавки. Будничная безрукавка-садрия застёгивается спереди на ряд пуговиц и зачастую украшается вышивкой чёрными шнурами. Праздничная безрукавка, фармла, украшается в передней части декоративными нитями. Традиционно и нити/шнуры для вышивки и основная поверхность фармлы — одного цвета, но современные экземпляры также. Помимо галабеи, фармла носится с укороченной рубахой и курткой-забуном. Также фармла распространена и в Тунисе. Верхней мужской одеждой служат плащи-абаи, надеваемые в холодную погоду. Головными уборами мужчин служат куфии и шашии (ед. число — шашия) — ермолки чёрного или красного цвета. Для Триполитании характерны чёрные шашии, в то время как в Киренаике распространены как и красные, так и чёрные шашии. Также они распространены в Тунисе, где носят название «шешия». Обувью служат кожаные сандалии, туфли-бабуши, и сапоги. В своё время традиционный ливийский мужской костюм облюбовал Муаммар Каддафи.
Традиционная женская одежда состоит из длинного платья, украшенного вышивкой, поверх которого на манер сари надевается рдэ — кусок ткани. Поверх, выходя на улицу женщины надевают фаррашию — длинную белую чадру, которой закрывают и тело, и лицо. По праздникам женщины также носят фермлу, женская фермла похожа на мужскую, но в отличие от неё, преимущественно тёмной, женская вышивается золотыми и серебряными ниятми и украшена золотыми пуговицами. Женская одежда обильно украшается вышивкой, разнообразны женские украшения — серьги, браслеты, перстни, ожерелья и т.д.
Современная одежда ливийцев представляет собой сочетание арабских и европейских элементов, в городах носят преимущественно западную одежду, особенно молодёжь. Многие ливийцы надевают народный костюм по праздникам. В отличие от соседних стран, например, Туниса, женский исламский дресс-код соблюдается более рьяно ввиду большой привязанности ливийцев к своим традициям. Ещё в середине XX века женщины с неприкрытым лицом на ливийских улицах были редкостью. Но несмотря на большую приверженность традициям, в наше время традиционный женский костюм, с рдэ и фаррашией носят преимущественно старухи. Более молодые женщины носят хиджабы, никабы и паранджи общеарабского образца. В крупных городах, вроде столицы, Триполи, и Бенгази, есть женщины, и вовсе не носящие платков, но это скорее исключение, чем правило. Однако в сельской местности женщины (как и бедуинки, так и крестьянки-феллахини) не скрывают лиц.

### Традиционная пища
Основу ливийской кухни составляют пшеничные или ячменные лепешки, овощи, финики, цитрусовые,молоко, овечий сыр, топленое масло, свежая или сушеная рыба. Во времена Каддафи изготовления и продажа алкоголя в соответствии с нормами ислама были категорически запрещены. В наше время сухой закон отменён.

### Традиционная духовная культура
Существует народный театр теней, эпос, распространены устные рассказы (сундук ад’дунья — «Кладезь новостей»).
Одним из излюбленных народных инструментов является волынка зукра (араб. زكرة‎), также известная и в некоторых других странах Магриба. Мех зукры изготавливается из кожи молодой козы, за звукоизвлечение отвечают две одинаковые трубочки из тростника и раструбом из рогов, вставленные в небольшой деревянный диск, крепящийся в отверстии, сформированном при сшивании меха в области шеи животного; язычок располагается в верхней части трубок. Поскольку длина трубок почти одинакова, а игровые отверстия также находятся на одном уровне, то при звучат они в унисон. В свою очередь, трубка для нагнетания воздуха, из дерева или тростника не имеет обратного клапана, поэтому во время игры исполнителю необходимо постоянно дуть в неё. Для этого используется особая и довольно сложная техника кругового дыхания, во время которого одновременно вдыхают воздух носом и выдыхают ртом, дабы обеспечить необходимый перепад давления.

### Традиционная социальная и политическая организация
Около одной трети ливийцев — кочевники и полукочевники, у которых сохраняются остатки родо-племенного строя. Старо-арабские традиции очень сильны в семейном быту. Минимальный брачный возраст для мужчин — 15 лет, для женщин — 12 лет. Встречается многоженство. Сохранились обменные браки и брачный выкуп. В семьях обычно много детей. Уважение к женщине в семье растет, если она рожает как можно больше детей (особенно сыновей).
Система родства — бифуркативно-коллатеральная (различаются родственники по линии матери и отца; коллатеральные и прямые родственники). Основа родо-племенной организации — семейно-родственная группа, имеющая общего предка по мужской линии. Основой родо-племенной организации является семейно-родственная группа, имеющая общего предка по мужской линии и связанная обычаями взаимопомощи, кровной мести и эндогамии (предпочитается патрилатеральный ортокузенный брак). Несколько групп составляют подразделение племени или само племя во главе с вождём. Ливийцы соблюдают бедуинский кодекс чести, который предусматривает родственную солидарность, стойкость, мужество и гостеприимство. Социальные отношения традиционно выражаются как декларируемые кровнородственные.